# 加美町立西小野田小学校漆沢分校
加美町立西小野田小学校漆沢分校（かみちょうりつにしおのだしょうがっこう うるしざわぶんこう）は、宮城県加美郡加美町にあった公立小学校の分校である。加美町の西部、国道347号線から漆沢ダムに南下する道路の途中の鳴瀬川上流沿いに位置していて、120年以上の歴史があった。1980年（昭和55年）の漆沢ダム完成を前にして児童数が激減し、廃校になった後は、体育館が漆沢地区体育館として残されている。

## 沿革
- 1883年（明治16年）7月 - 上野目小学校（現 加美町立西小野田小学校）漆沢分教場として開校。
- 1921年（大正10年）木造校舎完成（児童数48名）
- 1933年（昭和8年）児童数71名
- 1958年（昭和33年）児童数121名（最多）
- 1960年（昭和35年）児童数114名
- 1969年（昭和44年）新校舎完成、児童数74名
- 1978年（昭和53年）漆沢ダム完成間近、児童数23名
- 2003年（平成15年）4月1日 - 町合併により加美町誕生。加美町立西小野田小学校漆沢分校に改称
- 2006年（平成18年）3月 - 漆沢分校閉鎖、児童数5名、4月漆沢地区児童4名が西小野田小学校へ[1]

## 所在地
- 〒981-4368 宮城県加美町字漆沢宿尻37

## アクセス
- 陸羽東線/西古川駅から車で約40分